# Tlogosari Wetan
Tlogosari Wetan is een bestuurslaag in het regentschap Semarang van de provincie Midden-Java, Indonesië. Tlogosari Wetan telt 7141 inwoners (volkstelling 2010).